# Aïn Rahma
Aïn Rahma (em árabe: عين الرحمة) é uma comuna localizada na província de Relizane, Argélia. De acordo com o censo de 2008, a população total da cidade era de 12 095 habitantes.